# Ambasciata del Giappone in Svizzera
L'ambasciata del Giappone in Svizzera è la missione diplomatica del Giappone presso la Confederazione Elvetica. È accreditata anche presso il Liechtenstein.
La sede è a Berna, al civico 53 di Engestrasse.

## Altre sedi diplomatiche dipendenti
La missione giapponese in Svizzera conta anche 3 consolati, di cui 2 in suolo elvetico:
| Tipologia          | Sede                    | Zona di competenza |
| ------------------ | ----------------------- | --- |
| Sezione consolare  | Berna                   | Cantoni Berna, Lucerna, Uri, Svitto, Obvaldo/Nidvaldo, Glarona, Zugo, Friburgo, Soletta, Basilea Città/Campagna, Sciaffusa, Appenzello Interno/Esterno, San Gallo, Grigioni, Argovia, Turgovia, Neuchâtel, Giura, Zurigo. È inoltre competente per il Liechtenstein. |
| Consolato onorario | Zurigo                  | Canton Zurigo |
| Consolato onorario | Schaan ( Liechtenstein) | Liechtenstein |
| Consolato Generale | Ginevra                 | Cantoni Ginevra, Vaud, Vallese e Ticino |